# (22442) Blaha
Pour les articles homonymes, voir Blaha.
(22442) Blaha est un astéroïde de la ceinture principale.

## Description
(22442) Blaha est un astéroïde de la ceinture principale. Il fut découvert le 14 octobre 1996 à l'Observatoire Kleť par Jana Tichá et Miloš Tichý. Il présente une orbite caractérisée par un demi-grand axe de 2,19 UA, une excentricité de 0,03 et une inclinaison de 0,9° par rapport à l'écliptique.

## Compléments